# جائزة أوروبا الكبرى 1997
جائزة أوروبا الكبرى 1997 (بالإسبانية: Gran Premio de Europa de 1997)‏ هو سباق فورمولا 1
أقيم بتاريخ 26 أكتوبر 1997 في حلبة خيريز، إسبانيا، وأحد سباقات بطولة العالم لسباقات الفورمولا واحد موسم 1997، وكان أول المنطلقين جاك فيلنوف.
فاز بالمركز الأول  ميكا هاكينن، وكان صاحب أسرع لفة هاينز هارالد فرينتزين.